# Lorenzo Fontana
Pour les articles homonymes, voir Fontana.
Lorenzo Fontana (né le 10 avril 1980 à Vérone) est un homme politique italien.
Membre de la Ligue du Nord, il est député européen de 2009 à 2018, adjoint au maire de Vérone de 2017 à 2018, ministre de la Famille et du Handicap de 2018 à 2019, puis brièvement ministre des Affaires européennes en 2019.
À la suite des élections parlementaires de 2022, il devient président de la Chambre des députés.
Catholique traditionaliste et proche de Matteo Salvini, il est l'un des artisans du virage identitaire et souverainiste de la Ligue.

## Biographie
Lorenzo Fontana est né le 10 avril 1980 dans un quartier populaire de Vérone
Jeune, il adhère à 16 ans à la Ligue du Nord et devient le coordinateur fédéral du Mouvement des jeunes de la Padanie et vice-secrétaire de la Ligue du Nord à Vérone. Il est élu conseiller municipal à Vérone. Diplômé en science politique à l'université de Padoue, il étudie l'histoire de la chrétienté à l'université européenne de Rome. C'est un supporteur de l'Hellas Vérone Football Club.
Élu député européen en 2009, il s'inscrit au groupe Europe libertés démocratie et il devient le chef de la délégation de la Ligue du Nord dans ce groupe. Il est réélu en juillet 2014, comme non-inscrit, après la démission de Flavio Tosi intervenue le 10 juillet.
Le 26 février 2016, il est nommé vice-secrétaire fédéral (national) de la Ligue du Nord, avec Giancarlo Giorgetti. Le 8 juillet 2017, après avoir été élu conseiller municipal dès ses 27 ans, il devient adjoint au maire de Vérone, avec comme délégations aux politiques de la maison, aux relations internationales, aux fonds de l'Union européenne, aux Véronais dans le monde, aux politiques démographiques, à la ville intelligente et innovation technologique et aux rapports avec l'Unesco.
En 2018, il publie un essai titré La culla vuota della civiltà. All'origine della crisi, avec Ettore Gotti Tedeschi, préfacé par Matteo Salvini.
Lors des élections législatives de mars 2018, il est élu à la Chambre des députés dans la circonscription Vénétie 2. Il démissionne alors de son mandat européen, pour incompatibilité. Le 29 mars 2018, il est élu vice-président de la Chambre avec 222 voix.

### Ministre de la Famille et du Handicap

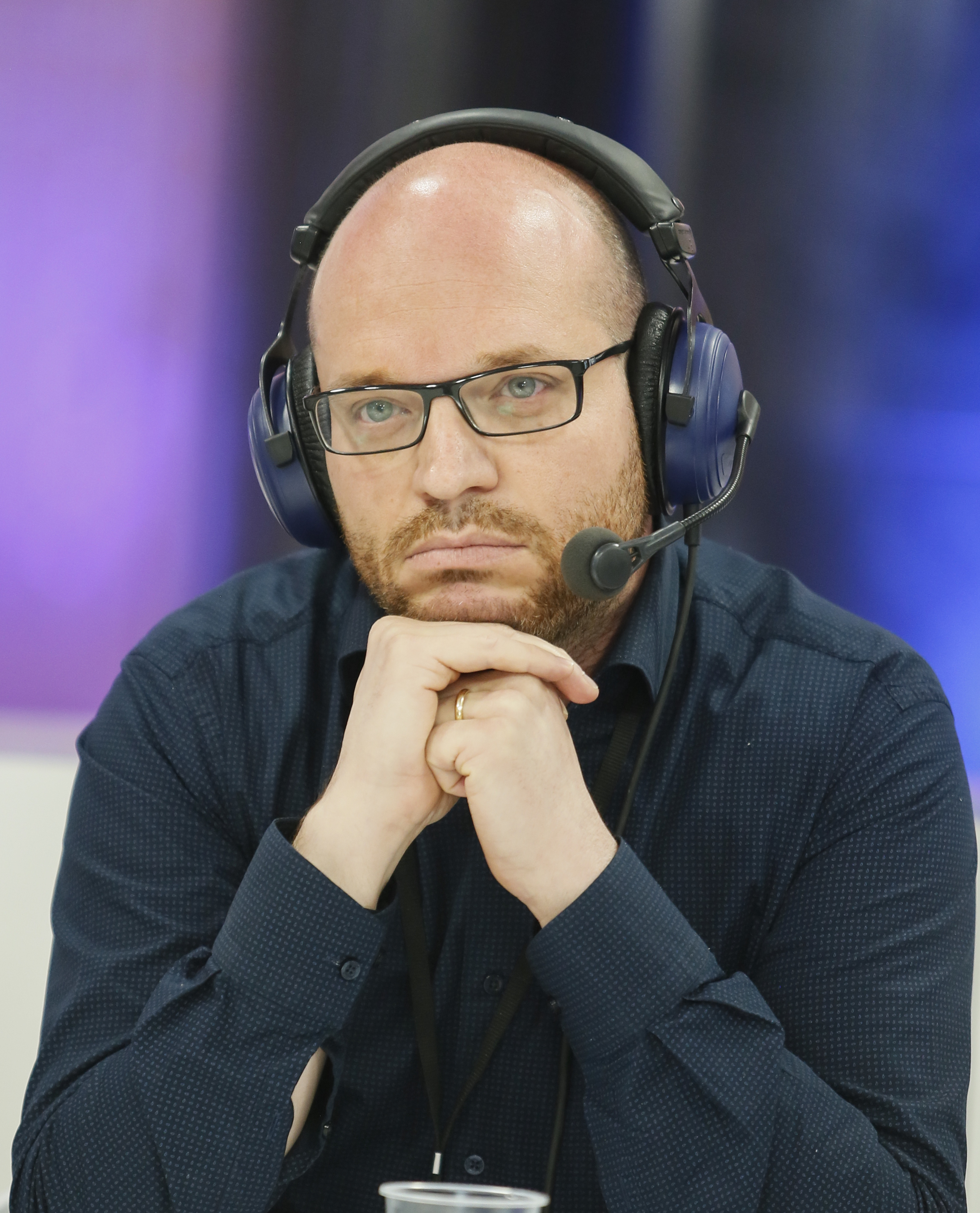
Lorenzo Fontana en 2016.

Le 1er juin 2018, il est nommé ministre de la Famille et du Handicap du gouvernement Conte. Ce ministère est une création propre à l'alliance Lega-M5S. Le jour de son entrée en fonctions, il déclare que « les familles homosexuelles n’existent pas ». Au cours de son action gouvernementale, il fait adopter le decreto Crescita (décret sur la croissance) permettant aux familles nombreuses d'obtenir de multiples réductions fiscales. Il a également restauré la prime de naissance, mis en place un allongement du congé paternité et une meilleure flexibilité du congé maternité.
Face à la baisse annuelle du taux de natalité italien, il répartit le fonds pour les politiques familiales de 4,4 à 100 millions d'euros dans le budget 2019 de l'Italie.
Dès sa nomination, éclate la polémique sur ses positions contre l'avortement, contre les unions homosexuelles et en faveur de la natalité sur une base traditionaliste, afin d'éviter un remplacement des populations. Ses sympathies affichées pour les mouvements néo-nazis et néo-fascistes sont également soulignées. Juste après avoir prêté serment, en se présentant avec sa fille et son épouse au Quirinal, il déclare que les familles homoparentales « n'existent pas », ce qui oblige Matteo Salvini à préciser peu après qu'une telle déclaration ne figure pas dans le contrat de gouvernement. Le lendemain, il écrit une lettre pour se défendre au quotidien conservateur Il Tempo, à faible tirage, pour s'insurger notamment contre l'« idéologie relativiste »,.
Il mène le combat auprès du ministre de l'intérieur Matteo Salvini pour que les mentions père et mère soient rétablis sur les documents d'identité des enfants mineurs.

### Ministre des Affaires européennes
Le 10 juillet 2019, il est nommé ministre des Affaires européennes. Matteo Salvini choisit ainsi de placer l'un de ses alliés les plus sûrs à un poste stratégique en vue de la mise sur pied du budget 2020 de l’Italie, à l’automne, qui pourrait susciter un « affrontement décisif avec Bruxelles ».

### Recentrage de la Ligue du Nord
Alors qu'il avait présenté Marine Le Pen à Matteo Salvini, il fait partie des élus de la Ligue soutenant un recentrage du parti qui se concrétise par sa participation au gouvernement Draghi, et considère que la Ligue se fourvoie dans l'amitié entretenue par Salvini et Le Pen.

### Président de la Chambre des députés
Le 14 octobre 2022, il est élu président de la Chambre des députés pour la XIXe législature par 222 voix sur 392 votants. Sa victoire, au terme d'un scrutin de quatre tours, est le fruit d'un compromis trouvé par les partis de la coalition de centre droit.
L'opposition de gauche conteste cependant son profil : ainsi, pendant l'élection du président de l'assemblée, certains députés du Parti démocrate brandissent dans l'hémicycle une banderole pour protester contre les positions « homophobe[s] et pro-Poutine » du candidat de la Ligue au perchoir.

## Positionnement politique
Le quotidien français Le Monde indique que « Lorenzo Fontana passe pour l’artisan du virage “identitaire” de Matteo Salvini et le théoricien de la transformation de la Ligue du Nord, à l’origine régionaliste et plutôt proeuropéenne, en formation d’extrême droite classique, antieuropéenne et anti-islam ». Il est aussi présenté comme « un authentique ami de Matteo Salvini, qu’il a souvent hébergé chez lui, à Bruxelles, lors des années passées ensemble au Parlement européen ». En outre, il serait l'un des principaux artisans de l'alliance entre la Ligue du Nord et le Front national de Marine Le Pen.
Catholique intégriste, il s'est marié selon le rite tridentin et répète que son pape préféré au XXe siècle a été Pie X (1903-1914), « celui qui a condamné les modernistes ». Il est un fervent opposant à l'avortement et à la gestation pour autrui.
Développant « une vision radicale des rapports avec l’islam », il déclare en 2017 que, selon lui, les racines de l’Europe remontent à la bataille de Lépante (1571), qui voit s'affronter l'Empire ottoman et la Sainte-Ligue. Alors que l'Italie connaît une baisse démographique, il appelle à relancer les naissances « contre l'invasion islamique » et appelle à créer un « front identitaire pour lutter contre la franc-maçonnerie de Bruxelles et du monde qui veut nous détruire ».